# Iglesia de San Andrés Apóstol (Moral de Calatrava)
La iglesia de San Andrés Apóstol es un inmueble del municipio español de Moral de Calatrava, en la provincia de Ciudad Real.

## Descripción
El templo, que fue construido sobre un edificio anterior, al parecer entre los siglos XV y XVI, se encuentra bajo la advocación de San Andrés Apóstol. La iglesia aparece descrita en el decimoprimer volumen del Diccionario geográfico-estadístico-histórico de España y sus posesiones de Ultramar de Pascual Madoz, en la entrada correspondiente a Moral de Calatrava, de la siguiente manera:

su igl. parr. dedicada á San Andres Apostol, con curato de segundo ascenso y provision de S. M. á propuesta del tribunal especial de las órdenes militares como perteneciente á la de Calatrava.
(Madoz, 1848, p. 581)

El inmueble está ubicado dentro de la delimitación mediante calles del Conjunto Histórico de Moral de Calatrava, declarado en 1982 conjunto histórico-artístico.